# RFU Championship 2002-03
La RFU Championship 2002-03 fue la decimosexta edición del torneo de segunda división de rugby de Inglaterra.

## Sistema de disputa
Los equipos se enfrentaran todos contra todos en condición de local y de visitante, totalizando 26 partidos en la fase regular.

## Clasificación
| Pos. | Equipo                      | Encuentros | Encuentros | Encuentros | Encuentros | Tantos | Tantos | Tantos | PB | Puntos |
| Pos. | Equipo                      | PJ         | PG         | PE         | PP         | F      | C      | Dif    | PB | Puntos |
| ---- | --------------------------- | ---------- | ---------- | ---------- | ---------- | ------ | ------ | ------ | -- | ------ |
| 1    | Rotherham Titans            | 26         | 24         | 0          | 2          | 1077   | 336    | 741    | 20 | 116    |
| 2    | Worcester                   | 26         | 23         | 0          | 3          | 1185   | 431    | 754    | 22 | 114    |
| 3    | Exeter Chiefs               | 26         | 20         | 2          | 4          | 940    | 459    | 481    | 20 | 104    |
| 4    | Orrell Anvils               | 26         | 18         | 2          | 6          | 854    | 595    | 259    | 15 | 91     |
| 5    | London Welsh                | 26         | 15         | 0          | 11         | 627    | 565    | 62     | 16 | 76     |
| 6    | Coventry RFC                | 26         | 14         | 0          | 12         | 761    | 684    | 77     | 12 | 68     |
| 7    | Bedford Blues               | 26         | 13         | 1          | 12         | 675    | 760    | –85    | 10 | 64     |
| 8    | Birmingham and Solihull RFC | 26         | 12         | 2          | 12         | 630    | 569    | 61     | 11 | 63     |
| 9    | Plymouth Albion RFC         | 26         | 10         | 1          | 15         | 679    | 697    | –18    | 18 | 60     |
| 10   | Wakefield RFC               | 26         | 9          | 0          | 17         | 451    | 710    | –259   | 11 | 47     |
| 11   | Otley R.U.F.C.              | 26         | 9          | 0          | 17         | 597    | 839    | –242   | 11 | 47     |
| 12   | Manchester R.C.             | 26         | 7          | 0          | 19         | 484    | 791    | –307   | 11 | 39     |
| 13   | Moseley RFC                 | 26         | 4          | 0          | 22         | 399    | 1178   | –779   | 7  | 23     |
| 14   | Rugby Lions RFC             | 26         | 0          | 0          | 26         | 422    | 1167   | –745   | 7  | 7      |

|  | Campeón.                            |
|  | Descendidos a la National League 1. |

| Bandera de Inglaterra    |
| Campeón Rotherham Titans |
| Tercer título            |